# Hamidides
Les Hamidides ou en turc Hamidoğulları sont les membres d’une dynastie qui a régné sur une des principautés turkmènes qui se sont installées en Anatolie après la chute des Seldjoukides du sultanat de Roum à l'époque des beylicats. La dynastie s’est installée dans la région d’Eğirdir, en 1321. Le beylicat subit une éclipse en 1324, et est vendu aux Ottomans en 1391.

## Histoire
Deux frères 
s'établissent dans le sud-ouest de l’Anatolie. Leur grand-père se nomme Hamid et est l'éponyme des deux familles. Le premier, Feleküddin Dündar, s’établit en Pisidie à l’intérieur des terres à Eğirdir sur la route commerciale allant de la mer Noire à la Méditerranée. Il crée la dynastie des Hamidides à proprement parler. La région est appelée Hamid-eli. Le second, Yunus s’installe sur la côte méditerranéenne en Lydie et Pamphylie à Antalya où il fonde la dynastie de Teke. Leur père aurait régné sur Antalya sous la suzeraineté des Seldjoukides.
Feleküddin Dündar change le nom d’Eğirdir pour Felekbâr ou Felekâbâd. En 1324, Dündar subit les attaques de Timurtaş, fils cadet de Chupan qui est le représentant du dernier grand Ilkhan de Perse Abu Saïd Bahadur. Timurtaş tente de réunifier le domaine anatolien des Mongols pour son propre compte. Dündar est tué, ses fils se réfugient en Égypte. Timurtaş soumet les deux principautés des Hamidides et des Teke et donne Antalya à Mahmud, un fils de Yunus. Des membres de la famille fuiront alors chez les mameluks pour revenir après la disgrâce de Timurtasch. En 1327, Chupan, tombé en disgrâce, est tué par l’Ilkhan Abu Saïd. Timurtaş va se réfugier en Égypte chez les Mamelouks qui, pour ne pas déplaire à Abu Saïd, le font périr. Hizir (Khidhr) un fils de Dündar rétablit la dynastie à Eğirdir. Il conquiert les districts Beyşehir, Seydişehir et Akşehir.
En 1328, Necmeddin Ishak succède à son frère. C’est lui qu’Ibn Battûta rencontre lorsqu’il passe à Eğirdir (Akrîdoûr dans le texte) :

« Le sultan de cette ville est Abou Ishâk bec, fils d’Addendâr (Dündar) bec, un des principaux souverains de ce pays. Il habita l’Égypte du vivant de son père, et fit le pèlerinage de La Mecque. Il est doué de belles qualités, et c’est sa coutume d’assister chaque jour à la prière de l’asr, dans la mosquée djâmi’. »

— Ibn Battûta, Op. cit., vol. II (lire en ligne), « Du Sultan d’Akrîdoûr », p. 118 (.pdf).
Quelques jours après Ibn Battûta passe à Gölhisar (Koul Hissâr dans le texte) il y rencontre Mehmed Çelebi frère d’Ishak :

« (Le sultan de Koul Hissâr ) est Mohammed Tchelebi, et ce dernier mot, dans la langue du pays de Roûm, signifie monsieur, seigneur. Il est frère du sultan Abou Ishâk, roi d’Akrîdoûr. »

— Ibn Battûta, Op. cit., vol. II (lire en ligne), « Du Sultan de Koul Hissâr », p. 119-120 (.pdf).
Muzafferüddin Mustafa, le fils de Mehmed Çelebi, succède à son oncle vers 1344.
Hüsameddin Elyas, le fils de Mustafa, succède à son père vers 1357. Il est en guerre continuelle avec les Karamanides et vaincu par eux à plusieurs reprises.
Kemaleddin Hüseyin est le fils d'Elyas. Il lui succède vers 1374. Il vend la plus grande partie de ses domaines au sultan ottoman Murad Ier. On sait que son fils Mustafa suit Murad Ier et prend part à la bataille de Kosovo en 1389. Le beylicat est complètement annexé au sultanat ottoman en 1391. Les villes de l'est de la province, c'est-à-dire Beyşehir, Seydişehir et Akşehir sont alors occupées par les Karamanides et vont être la cause de nombreux affrontements entre les Karamanides et les Ottomans.

## La dynastie

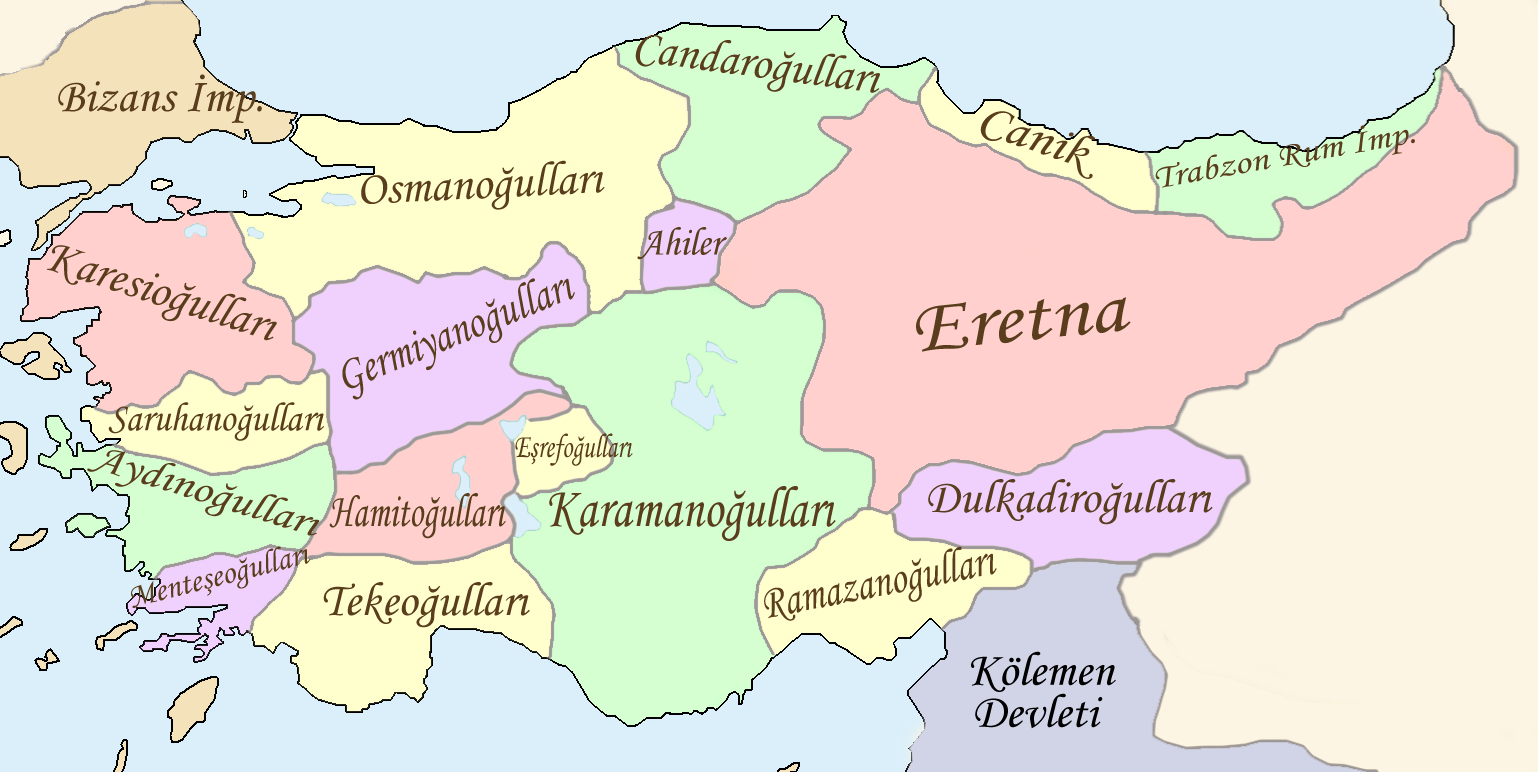
Carte des beylicats d’Anatolie formés après la Bataille de Köse Dağ (26 juin 1243)

| Dates       | Nom                                                       | Nom turc                                                  | Fils de                                                   |                                                           |
| ----------- | --------------------------------------------------------- | --------------------------------------------------------- | --------------------------------------------------------- | --------------------------------------------------------- |
| 1301-1324   | Falak al-Dîn Dûndâr                                       | Feleküddin Dündar                                         | Ilyâs / Teke ?                                            | Fondateur de la dynastie.                                 |
| 1324-1327   | Occupation par Timurtaş fils cadet de l’Ilkhanide Chupan. | Occupation par Timurtaş fils cadet de l’Ilkhanide Chupan. | Occupation par Timurtaş fils cadet de l’Ilkhanide Chupan. | Occupation par Timurtaş fils cadet de l’Ilkhanide Chupan. |
| 1327-1328   | Khidhr                                                    | Hizir                                                     | Dündar                                                    |                                                           |
| 1328-~1344  | Najm al-Dîn Abû Ishâq                                     | Necmeddin Ishak                                           | Dündar                                                    |                                                           |
| ~1344-~1357 | Muzaffar al-Dîn Mustafâ                                   | Muzafferüddin Mustafa                                     | Mehmed Çelebi fils de Dündar                              |                                                           |
| ~1357-~1374 | Husâm al-Dîn Ilyâs                                        | Hüsameddin Elyas                                          | Mustafa                                                   |                                                           |
| ~1374-1391  | Kamâl al-Dîn Husayn                                       | Kemaleddin Hüseyin                                        | Elyas                                                     | Vend une partie du beylicat à Murad Ier.                  |
| 1391        | Annexion à l’empire ottoman.                              | Annexion à l’empire ottoman.                              | Annexion à l’empire ottoman.                              | Annexion à l’empire ottoman.                              |